# Moschea di Laleli

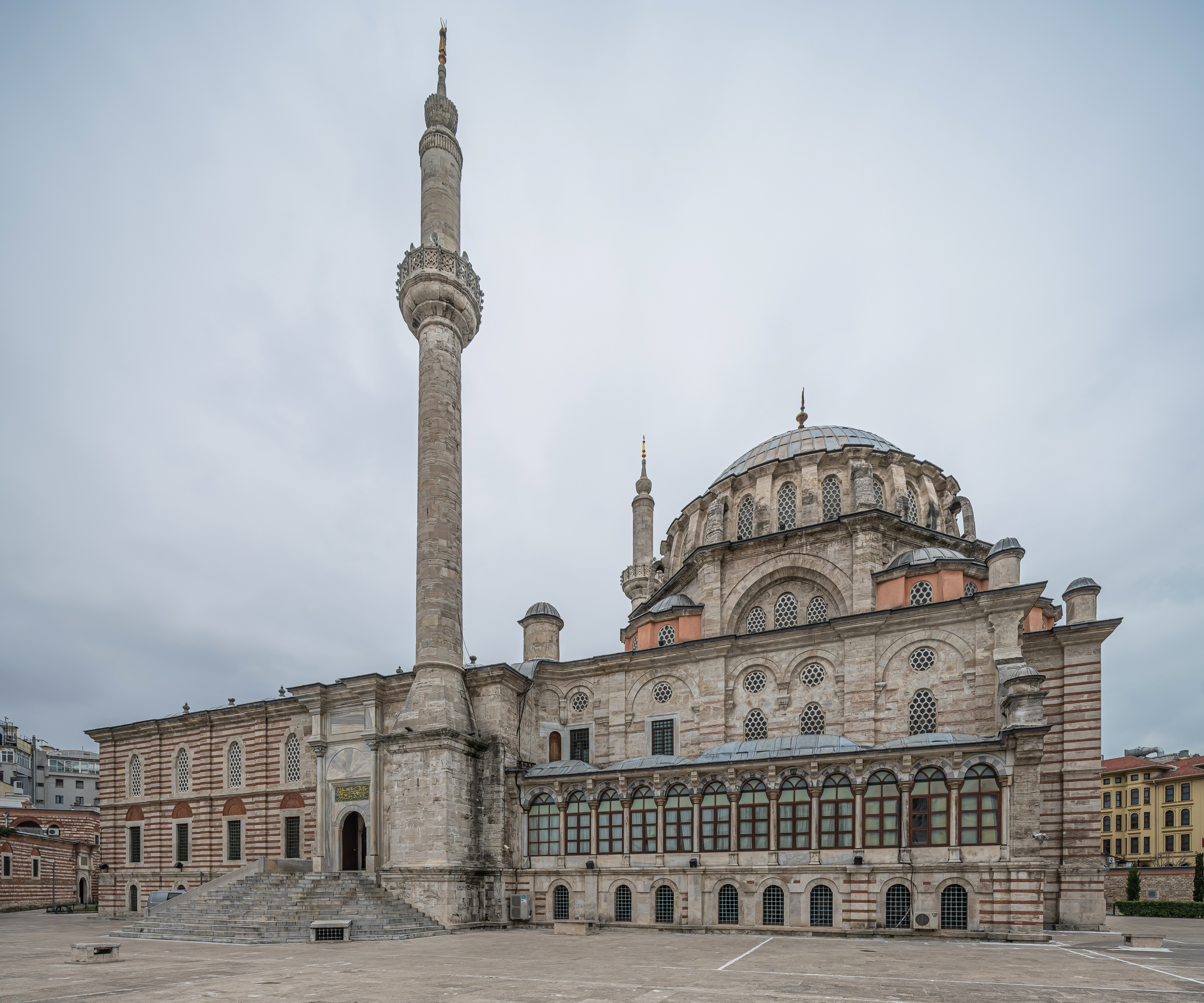

La moschea di Laleli (in turco: Laleli camii, "moschea dei Tulipani") è una moschea imperiale ottomana situata a Laleli, un quartiere di Fatih (la città murata), a Istanbul, in Turchia. Vicino alla moschea vi sono gli Appartamenti Tayyare.

## Storia
La moschea fu costruita dal sultano Mustafa III negli anni 1760–1763, in stile barocco dall'architetto imperiale Mehmet Tahir Ağa.
Il complesso, poco dopo la sua costruzione, fu distrutto da un incendio nel 1783 e fu immediatamente riedificato. Un nuovo incendio nel 1911 distrusse la madrasah, e interventi urbanistici nell'assetto viario circostante intaccarono il corpo della moschea.

## Esterno
La moschea fu costruita su un alto terrazzo sopra uno spazio commerciale, i cui affitti dovevano finanziare il complesso della moschea. Nella parte inferiore della moschea si trova una grande sala sorretta da otto enormi pilastri con una fontana nel centro. 
La moschea è orientata lungo un asse S-E/N-W e ha un cortile rettangolare due volte la grandezza della sala preghiera a N-W. Questo cortile ha arcate continue e una fontana per le abluzioni nel mezzo. Ci sono due minareti, situati all'estremità del portico, in corrispondenza degli ingressi del cortile.

## Galleria d'immagini

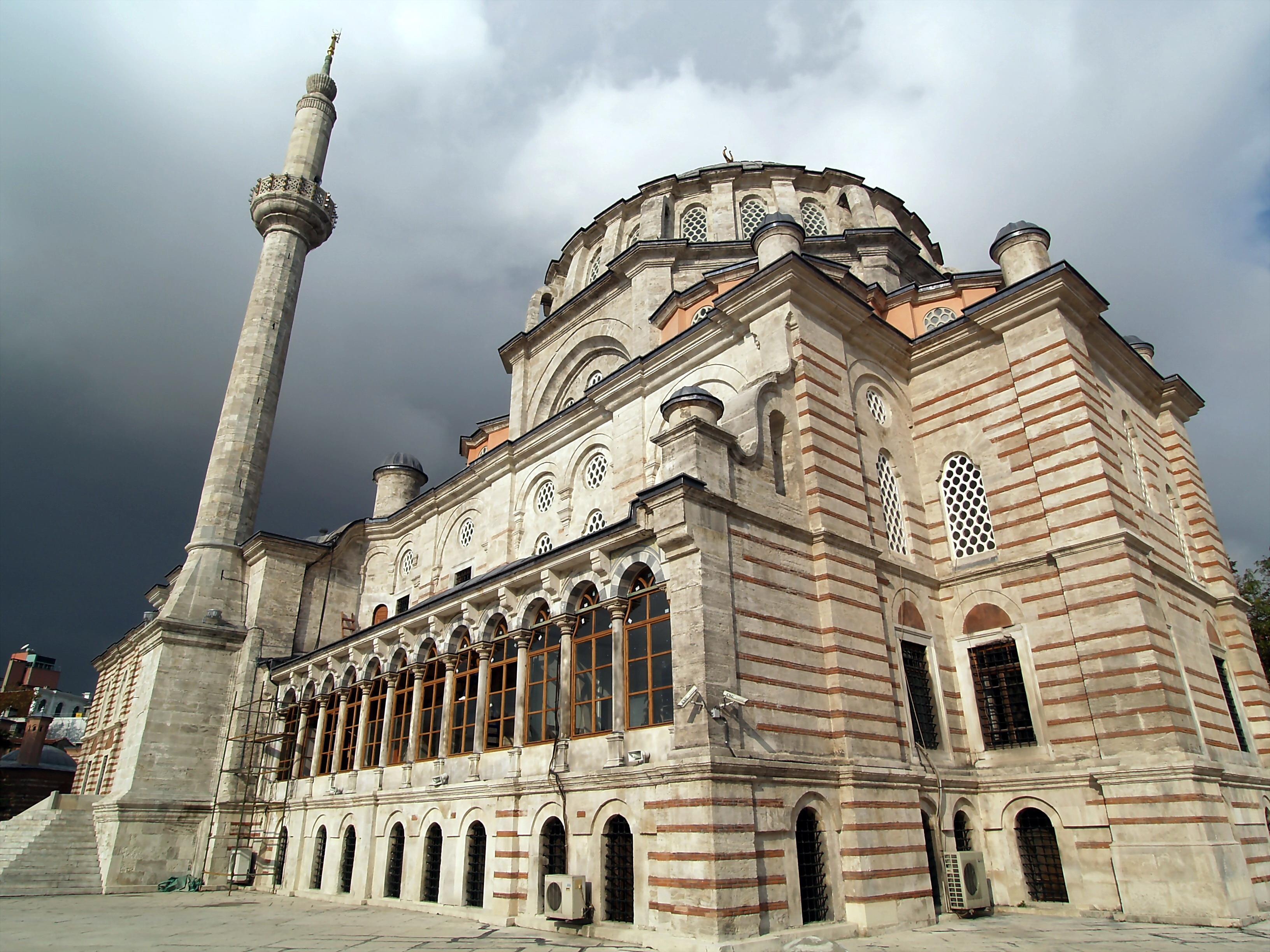
Veduta generale
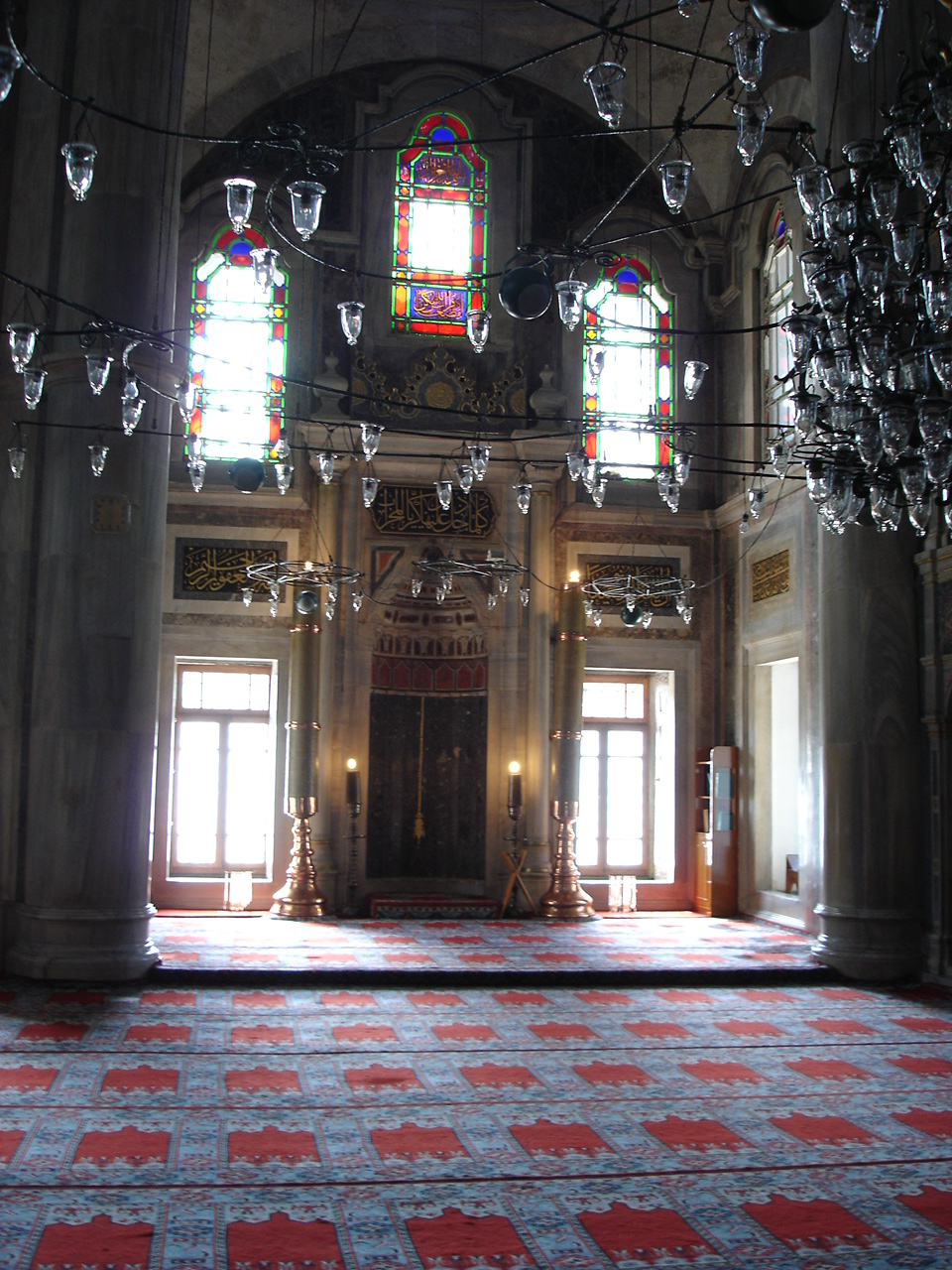
Veduta interna
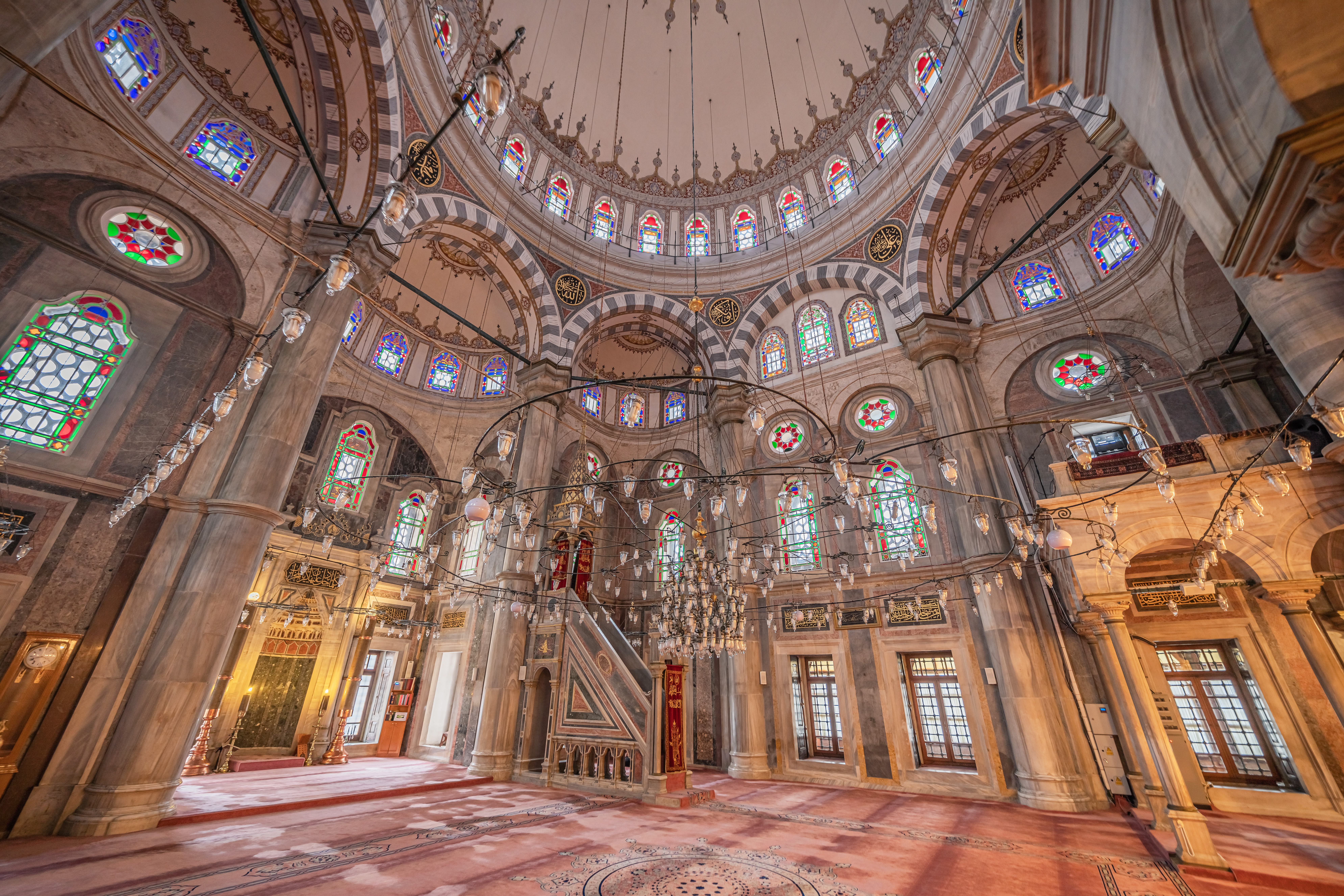
Veduta interna
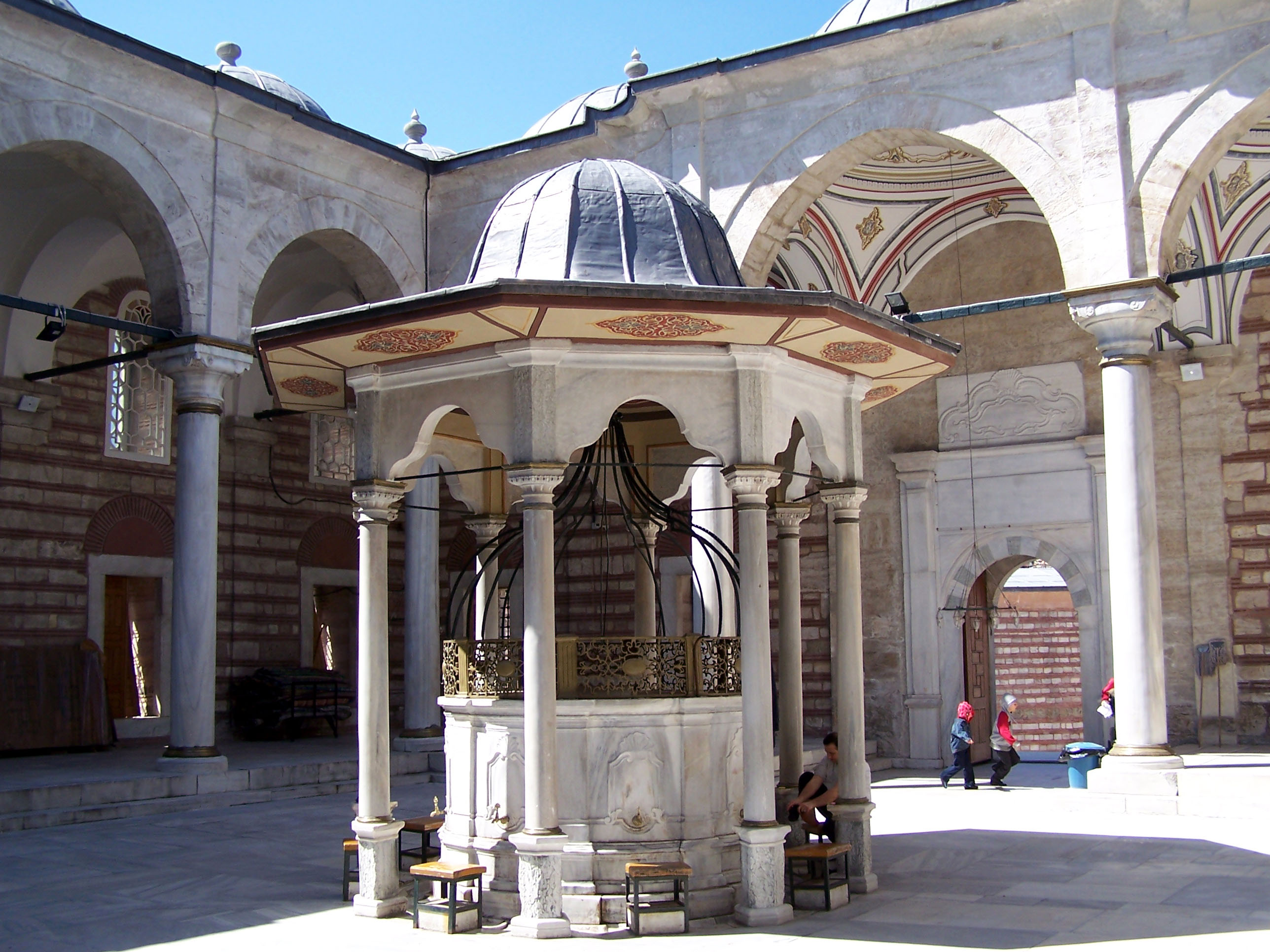
Fontana rituale (şadırvan)